# اچ‌دی‌ام‌اس تولوگاک (وای۳۸۸)
اچ‌دی‌ام‌اس تولوگاک (وای۳۸۸) (به انگلیسی: HDMS Tulugaq (Y388)) یک کشتی است که طول آن 31.4m می‌باشد. این کشتی در سال ۱۹۷۸ ساخته شد.